# Argyresthia spinosella
Argyresthia spinosella — вид лускокрилих комах родини Argyresthiidae.

## Поширення
Вид поширений в Європі та Малій Азії. Присутній у фауні України.

## Опис
Розмах крил 9-11 мм. Кінчики передньої частини передпліччя окаймлені темно-коричневим кольором. Передня половина переднього крила крапчасто-світло-коричнева, тоді як задня половина біла і має світло-коричневу пляму внизу, яка поширюється на задній край крила. У положенні сидячи ця пляма виглядає як темна смуга, яка проходить по тілу метелика.
Гусениці завдовжки близько 6 мм, жовто-зелені. Вони мають чорну голову і дві темні плями на вершині першого сегмента. На задньому кінці гусениці трохи затемнені.

## Спосіб життя
Метелики літають з травня по липень. Гусениці живляться молодими пагонами терену (Prunus spinosa).